# Lale Drekalov
Lale Drekalov je bio vojvoda i vođa Kuča. Titulu je nasledio od oca, vojvode Drekala. Smatra se da je prvo bio rimokatoličke veroispovesti da bi kasnije prešao u pravoslavlje. Učestvovao je na dva pravoslavna sabora patrijarha srpskog Jovana.Pominje se u zapisima mletačkog plemića i javnog službenika Marijana Bolice (итал. Mariano Bolizza) koji ga navodi kao vođu ratobornih kučkih plemena. Po predanju je bio oženjen sestrom Peja Stanojeva, vojvode Bratonožića. Imao je četiri sina koji su nosili prezime Drekalović: Vujoša, Ilika, Čeja i Mija. Vojvodsku titulu nasledio je najstariji sin Vujoš ali se ona nadalje prenela na njegovog brata Ilika. Potomci Ilika su uzeli i prezime Iliković, potomci Vujoša - Vujošević, potomci Mija se prezivaju Mijović, a Čeja - Čejovići. Potomci vojvode Lala Drekalova su između ostalih i neki od najistaknutijih Kuča: Marko Miljanov Popović Drekalović, vojskovođa, vojvoda i pisac i Vasa Čarapić, junak i vojvoda iz Prvog srpskog ustanka.